# Vwaza Marsh Game Reserve

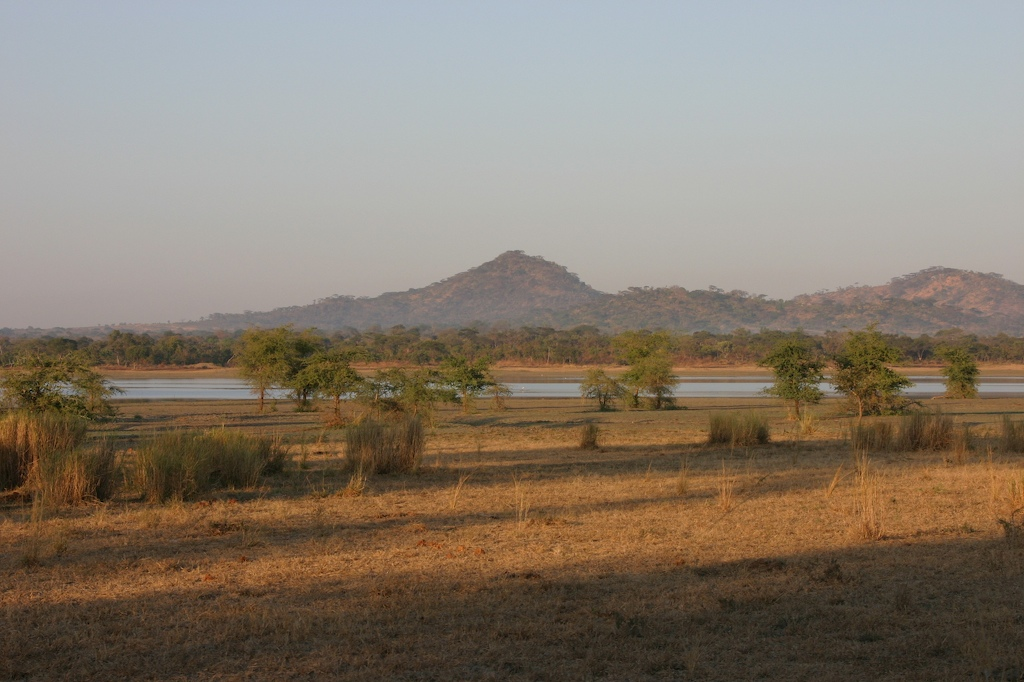
Lake Kazuni im Vwaza Marsh Game Reserve

Das Vwaza Marsh Game Reserve ist ein Wildschutzgebiet, welches in der Northern Region von Malawi westlich der Stadt Rumphi liegt. Das Wildschutzgebiet besteht aus Wäldern, Graslandschaften und Sumpfgebieten. An einem kleinen See namens Kazuni befindet sich das Kazuni Safari Camp, an dem man Wildtiere an den Wasserstellen beobachten kann.